# Franco Armani
Franco Armani (Casilda, 16 de outubro de 1986), é um futebolista argentino que atua como goleiro. Atualmente joga pelo River Plate.[carece de fontes?]
Em 18 de agosto de 2018, Armani se tornou o goleiro com a maior invencibilidade na história do River Plate, com 800 minutos sem tomar gol pelo Campeonato Argentino, superando Amadeo Carrizo que ficou 788 minutos sem ser vazado em 1968.

## Carreira

### Ferro Carril
Armani começou sua carreira profissional pelo Ferro Carril Oeste, em 2006 onde permaneceu até 2008, porém só participou de 2 jogos.

### Deportivo Merlo
Sem muitas oportunidades no Ferro Carril passou a jogar pelo Deportivo Merlo, clube da terceira divisão do futebol argentino à época, com o tempo teve oportunidades de mostrar seu trabalho, assim encerrando sua passagem com 37 jogos.

### Atlético Nacional
Na pré-temporada de junho de 2010, o Atlético Nacional excursionou pela Argentina e enfrentou o Deportivo Merlo. Nesse jogo, sua atuação de Armani foi tão grandiosa que os dirigentes do Atlético Nacional iniciaram negociações para contratá-lo, o que levou à sua transferência para o futebol colombiano aos 23 anos.
Na equipe colombiana, ganhou a Copa Libertadores de 2016, além de inúmeros títulos, se tornando um dos maiores ídolos da história do clube, além do jogador que mais ganhou títulos com a camisa verdolaga.
Armani encerrou sua passagem pelo Nacional com 13 títulos e 249 partidas.

| “                                                | Quero agradecer a todos vocês por virem me acompanhar hoje. Muito obrigado a todos pelo apoio que me brindaram nestes sete anos no Nacional, me fizeram sentir em casa, especialmente pela força que me transmitiram em cada partida. Agradeço também por apoiarem em minha saída, para poder realizar outros sonhos. Sempre vou levá-los em meu coração. Eu me comprometo que, ao final da minha carreira, vou me aposentar no Atlético Nacional. Vocês me fizeram sentir mais um colombiano. Gratidão infinita a todos | ” |
| — Armani, em entrevista de despedida do Nacional | |   |

### River Plate
Em 6 de janeiro de 2018, após sete anos no Atlético Nacional, se despediu no Atanasio Girardot para mais de 30 mil torcedores, se transferindo em seguida ao River Plate.

## Seleção Argentina

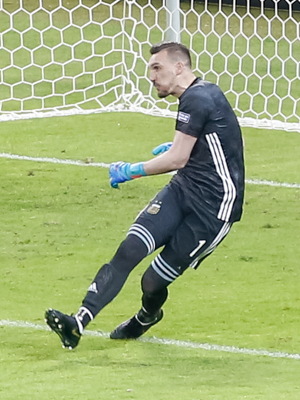
Armani jogando pela Seleção Argentina em 2019.

Em 14 de maio de 2018, foi um dos 35 pré-convocados pelo técnico Jorge Sampaoli para a disputa da Copa do Mundo FIFA de 2018.
Em 21 de maio de 2018, foi confirmado como um dos 23 jogadores.
Armani começou a Copa no banco de reservas nas duas primeiras partidas, contra Islândia e Croácia, porém, após falhas do então titular, Willy Caballero, assumiu a titularidade para a partida decisiva contra a Nigéria, fazendo sua estreia pela Seleção Argentina e ajudando a Seleção a se classificar para as oitavas da final, após vitória por 2–1.
Disputou a Copa América de 2019, sendo titular nas 5 partidas da Seleção.

## Estatísticas

### Seleção Nacional
| Ano   |       |      |
| Ano   | Jogos | Gols |
| ----- | ----- | ---- |
| 2018  | 3     | 0    |
| 2019  | 8     | 0    |
| 2020  | 4     | 0    |
| 2021  | 1     | 0    |
| 2022  | 2     | 0    |
| Total | 18    | 0    |

## Títulos
Atlético Nacional
- Campeonato Colombiano: 2011 (Apertura), 2013 (Apertura), 2013 (Finalización) 2014 (Apertura), 2015 (Finalización), 2017 (Apertura)
- Copa Colômbia: 2012, 2013, 2016
- Superliga da Colômbia: 2012, 2016
- Copa Libertadores da América: 2016
- Recopa Sul-Americana: 2017

River Plate
- Supercopa Argentina: 2017, 2019, 2023
- Copa Libertadores da América: 2018
- Recopa Sul-Americana: 2019
- Copa Argentina: 2018–19
- Campeonato Argentino: 2021, 2023
- Trofeo de Campeones: 2021, 2023

Seleção Argentina
- Copa América: 2021, 2024
- Copa dos Campeões CONMEBOL–UEFA: 2022
- Copa do Mundo FIFA: 2022

### Prêmios Individuais
- Melhor jogador da Supercopa Argentina de 2017[13]
- Melhor goleiro da Superliga Argentina de 2017–18[14]
- Equipe Ideal da América do Sul - Prêmio Melhores do Futebol do Jornal El País: 2019[15]